# Villagonzalo Pedernales
Villagonzalo Pedernales es un municipio del alfoz de Burgos, partido judicial de Burgos, provincia de Burgos, en la comunidad autónoma de Castilla y León (España).
Se trata del tercer municipio más poblado del Área metropolitana de Burgos, solo por detrás de la capital y de Quintanadueñas. Su privilegiada situación, colindante con la circunvalación de Burgos, le ha permitido mantener un crecimiento importante durante los últimos años, gracias a su gran oferta de suelo, tanto en superficie como en coste bajo.
En 2017, se han inaugurado las piscinas municipales.

## Símbolos
Bandera: rectangular horizontal, mastilada por mitad, triángulo equilátero amarillo (oro) junto al asta (cuyo lado será igual a la anchura de la bandera). Resto del paño: dos franjas horizontales, azul la superior y roja la inferior.
Escudo: partido en pal.
• PRIMERO: En campo de azur, mitra abacial de oro con cruz latina aclarada de gules y báculo de plata.
• SEGUNDO: Sobre gules, torre de oro almenada, mazonada de sable y aclarada de azur.
• ENTADO EN PUNTA: En oro lastra de pedernal en púrpura.

## Geografía
Forma parte de la comarca de Alfoz de Burgos y se encuentra a 8 kilómetros del centro de la capital burgalesa. Por su término municipal pasa la autovía del Norte entre los pK 233 y 234, así como la carretera de circunvalación de la ciudad (BU-30) y el inicio de la autovía A-62 que une Burgos con Palencia y Valladolid. Se asienta en el páramo en el que se alza la ciudad, al sur del valle del río Arlanzón. El relieve es bastante llano, con alturas que rondan los 900 metros de altitud, estando el pueblo a 902 metros sobre el nivel del mar. 
| Noroeste: Villabilla de Burgos        | Norte: Burgos                       | Noreste: Burgos     |
| Oeste: Albillos                       |                                     | Este: Burgos        |
| Suroeste: Albillos, Arcos de la Llana | Sur: Arcos de la Llana y Villariezo | Sureste: Villariezo |

### Clima
Villagonzalo Pedernales se sitúa en una zona de dominio mediterráneo con influencia continental de la Meseta Superior, modificada por la cercanía de la sierra de la Demanda. Los inviernos se caracterizan por ser fríos y los veranos frescos y subhúmedos. La temperatura media anual es de 10 °C, con máximas de 37 °C y mínimas de –13 °C.
Las precipitaciones son escasas (500-700 mm) y de carácter estacional, con un marcado estiaje en los meses de verano.
En los meses más duros del invierno las precipitaciones suelen ser de nieve, aumentando a medida que aumenta la proximidad al sector serrano, hacia el este.

### Estratigrafía y litología
En general, el municipio se encuentra sobre materiales terciarios, pertenecientes al Mioceno Superior, concretamente al periodo denominado Vallesiense. Los materiales que representan estas zonas son calizas, calizas margosas y margas (calizas inferiores del páramo) y margas con yesos, margocalizas, calizas y dolomías (Facies Cuestas) en las vertientes del río Arlanza.
En menor proporción, existen materiales terciarios del Astaraciense, formados por arcillas, areniscas, margas y calizas, situados en los lugares más próximos al fondo del valle del conocido como Arroyo de Las Fuentes, afluente del río Arlanzón. En menor medida se encuentran depósitos del cuaternario en las partes bajas del valle, gravas, arcillas, limos y arenas.

### Geomorfología
Enclavado en una zona donde predomina la macrocomunidad morfoestructural conocida como Páramos del Arlanzón. Se pueden definir dos unidades muy distintas: la plataforma superior de los páramos y los escarpes que los unen a las vegas fluviales. Dichas cuestas, inicialmente, tienen una pendiente bastante acusada, que se va suavizando según cae en la vega, teniendo en su conjunto un perfil cóncavo.

### Paisaje y vegetación

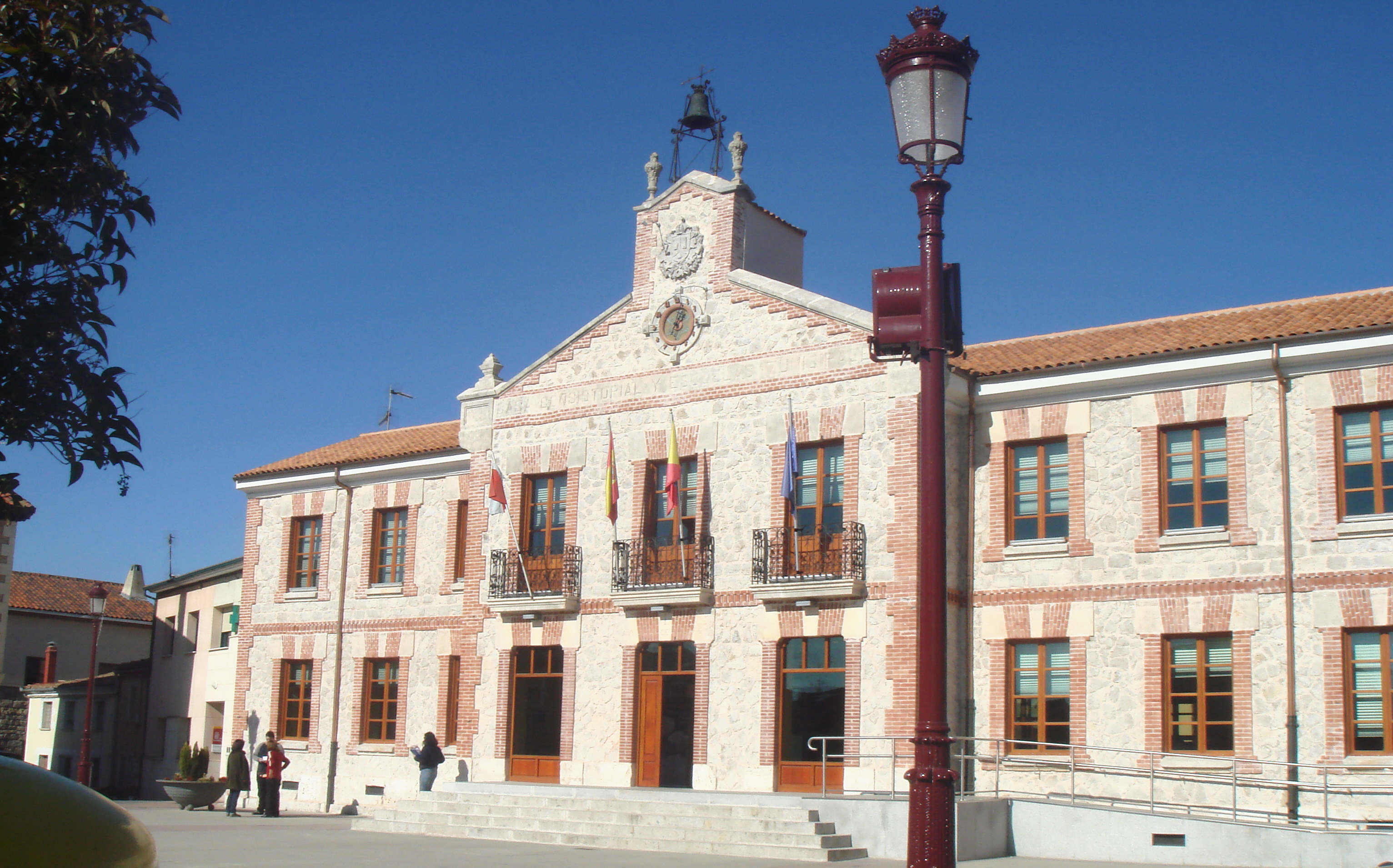
Casa Consistorial

La vegetación natural ha sido modificada por el hombre a través de la actividad agrícola, originado de un modo artificial la sustitución de grandes extensiones de vegetación espontánea por monocultivos generalmente cerealistas lo que ha provocado la pérdida de riqueza vegetal en cuanto a abundancia y diversidad. Por tanto, se trata de un paisaje típicamente periurbano, con implantación de industrias y sector servicios y que se caracteriza por la persistencia de la actividad agrícola, todavía predominante. 
Así pues en su término conviven grandes infraestructuras como son tres autovías: del Norte, de Castilla y del Camino de Santiago; áreas industriales en el Monte de la Abadesa; núcleos de servicio; aprovechamiento cerealista y s.
casco urbano con su expansión residencial.

### Fauna
Especies asociadas a estepas y cultivos cerealistas, áreas rurales-modificadas, áreas humanizadas y aquellas con posibilidad de adaptación a medios alterados.

## Historia
Lugar en el partido de Burgos, La villa fue fundada por Gonzalo Téllez, conde de Cerezo y Lantarón en el siglo IX. Fue jurisdicción de señorío, ejercida por el conde de Villariezo quien nombraba su alcalde ordinario.
A la caída del Antiguo Régimen queda constituido ayuntamiento constitucional en el Partido de Burgos perteneciente a la región de Castilla la Vieja.

## Monumentos y lugares de interés
- Iglesia de San Vicente.

### Patrimonio arqueológico
Cuenta con doce yacimientos arqueológicos inventariados, abarcando estos enclaves un espectro cronológico que abarca, prácticamente sin interrupción, desde el Paleolítico Inferior/Medio hasta la Edad Contemporánea, siendo muy representativos los lugares de aprovisionamiento y transformación del sílex.

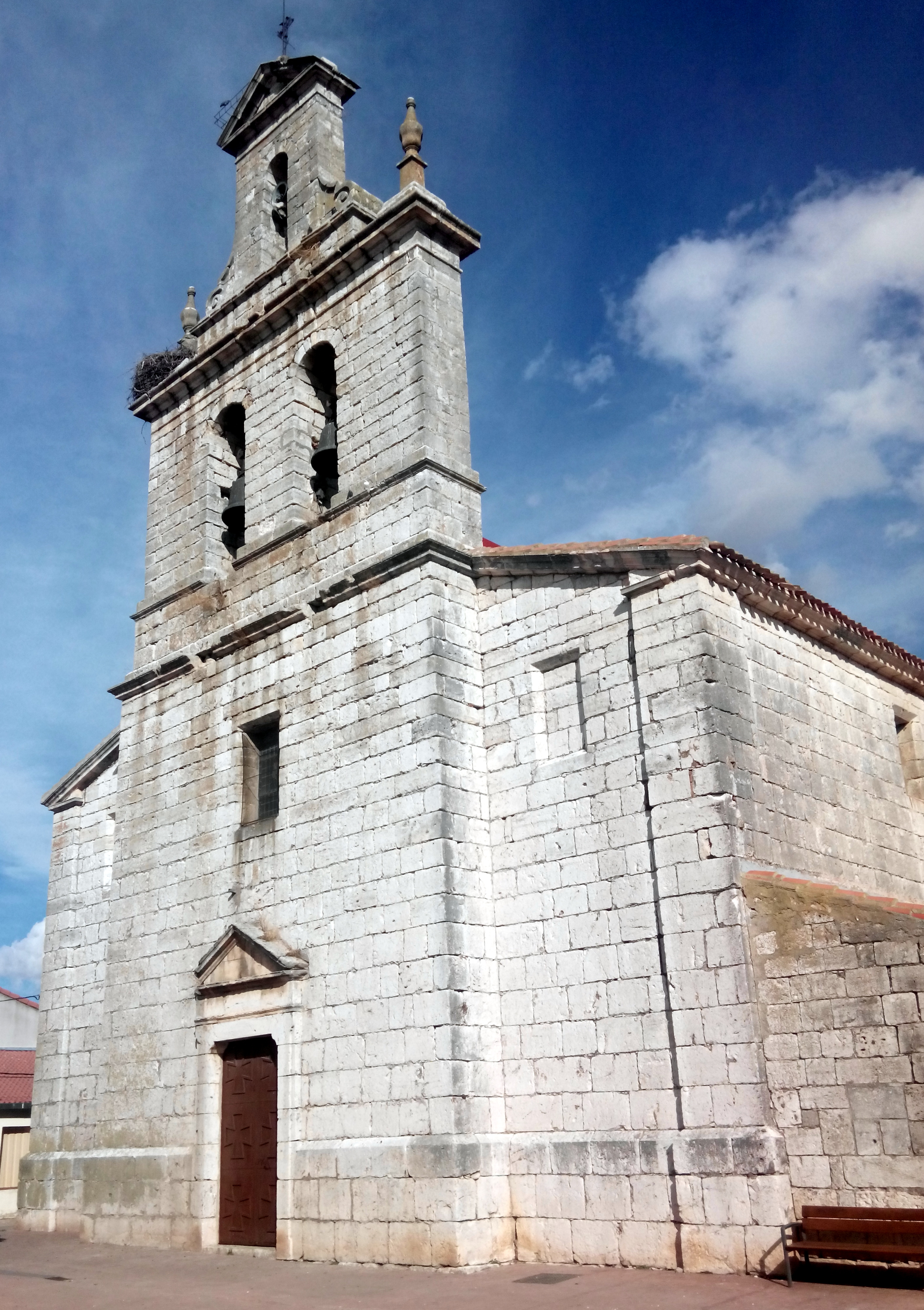
Iglesia de San Vicente.

### Patrimonio etnográfico
Los bienes etnológicos de mayor interés se enclavan en el núcleo urbano tradicional, destacando construcciones de vivienda y auxiliares en la Plaza de la Constitución y la Calle de la iglesia, con mampostería y sillería en caliza, y algo de adobe. Dentro de este conjunto destaca la fuente-abrevadero situado en este conjunto tradicional junto a la carretera de Albillos, y el cementerio antiguo, en el borde urbano suroccidental.
También descataca el Museo del Bonsái (Villagonzalo Pedernales), situado detrás del ayuntamiento.

## Demografía
Villagonzalo Pedernales cuenta con una población de 1879 habitantes (INE 2024).
| Gráfica de evolución demográfica de Villagonzalo Pedernales entre 1842 y 2021                                       |
| |
| Población de derecho según los censos de población del INE Población de hecho según los censos de población del INE |

## Servicios

### Centros docentes
Debido a los cambios demográficos del municipio el colegio Campos de Castilla ha sufrido recientemente tres ampliaciones sucesivas pasando de ser un CRA a ser un centro independiente.

### Transporte metropolitano
El nuevo transporte metropolitano mejora la comunicación entre la ciudad de Burgos y 57 localidades de su alfoz pertenecientes a una treintena de municipios y repartidos en nueve rutas. La inversión para el período 2008-2010 asciende a tres millones de euros y la Junta de Castilla y León se hace cargo de un ochenta por ciento (80%) de su coste. Esta mejora supone pasar de 624 a 1225 expediciones a la semana, con la consiguiente descongestión de tráfico y contaminación.
La ruta Burgos - Villariezo - Arcos - Villagonzalo - Burgos, realizará cuatro viajes diarios de lunes a viernes, con salida de Burgos a las 08,00 H - 12,00 H - 15,00 - 20,30 H y saliendo de Villagonzalo Pedernales a las 08,20 H - 12,20 H - 15,20 H - 20,20 H, al igual que la ruta Burgos - Villamiel - Albillos - Cayuela - Cavia - Buniel - Quintanilleja - San Mamés - Los Brezos - Villacienzo - Renuncio - Villagonzalo - Burgos.

### Polígonos industriales
Villagonzalo ha ampliado el polígono de Los Pedernales junto a la  A-1  colocó en el mercado 323 000 m² de suelo industrial,
La inversión superó los dieciséis millones de euros para un polígono de 686 055 m², lo que supuso una previsión de coste unitario de 23,32 €/m². Se reservaron 52,699 m² para la construcción de naves-nido. Se desarrolló por el novedoso sistema de concurrencia, resultando elegido como urbanizador la UTE formada por RFS Urbanizaciones, Construcciones Calidad, Alquileres Burgos y Arrendamientos Burgos
En el coste queda incluida la ejecución de un vial que conecta directamente el polígono tanto con el núcleo urbano como con la  A-62 .
El grupo logístico Ochoa ha construido un centro logístico para atender todo el norte de España.